# Pierre Peignot
Pierre Alain Peignot, né le 27 juillet 1947 à Cosne-sur-Loire (Nièvre) et mort le 12 juillet 2002 dans le 11e arrondissement de Paris, est un sculpteur français.

## Biographie
- Si vous ne connaissez pas le sujet, laissez ce bandeau (vous pouvez alors contacter les auteurs).
- Si vous supprimez le contenu mis en cause (vous pouvez préalablement contacter les auteurs),

argumentez précisément cette suppression dans la page de discussion
(un manque de référence n'est pas un argument ; une recherche réelle de référence doit avoir été effectuée, être formellement documentée).
Fils du maire de Pougues-les-Eaux de 1989 à 1995, Pierre Peignot a résidé dans le 20e arrondissement de Paris. En 1978, il s'installe avec sa compagne Polska au hameau des Gaudrys sur la commune d'Anost. Le couple aménage peu à peu leur vieille grange avec leur fille Alice en atelier de sculpture.
Tailleur de pierre comme il aimait à s'appeler, il trouva à Anost le lieu de son inspiration. Il partageait son temps entre le Morvan et son atelier permanent de Paris aux nos 21-25 rue Ramponeau.
On lui commande un Arbre de la liberté à Bussy, hameau de la commune d'Anost.

## Œuvres dans les collections publiques
- Anost : Arbre de la Liberté, 1989[3], œuvre disparue. Sous forme de feuille de zinc, l'artiste raconte l'histoire vivante des faits quotidiens de la ville. Reproduit dans la page consacrée à Anost dans l'édition des plus beaux villages de Bourgogne[réf. nécessaire].
- Decize : Louis Antoine de Saint-Just (1767-1794), 1994, buste en pierre.
- Paris, jardin du Luxembourg : Hommage à Pierre Mendès-France, 1984, bronze.
- Plouguerneau : Les Portes de la Nuit, 1988, granit.
- Saint-Brisson, Maison du parc naturel régional du Morvan : Fontaine de l'Herbularium.

## Expositions
Il participa à toutes les expositions locales[Où ?] et regroupement d'artistes, dont l'Association Pierre de Bourgogne.